# Привокзальная улица (Чернигов)
Привокзальная улица (укр. Привокзальна вулиця) — улица в Новозаводском районе города Чернигова. Пролегает от Вокзальной площади до тупика.
Нет примыкающих улиц.

## История
Привокзальная улица — название из-за близости к ж/д вокзалу — была проложена в связи со строительством Черниговского железнодорожного узла и в частности паровозного депо.  
В 1928 году было создано паровозное Черниговское депо Киево-Воронежской железной дороги. С 1971 года называется «Черниговское локомотивное депо» Юго-Западной железной дороги. В 1987 году началось строительство цеха по ремонту электропоездов. Затем было преобразовано в «Черниговское моторвагонное депо».   

## Застройка
Улица пролегает в северном направлении параллельно улице Жабинского и ж/д линии Чернигов-Горностаевка. Парная и непарная стороны улицы заняты усадебной застройкой. Есть ряд рядовых исторических зданий, что не являются памятниками архитектуры или истории: №№ 2, 6, 7, 8, 9, 10, 11, 12, 12А, 13, 14, 16, 15, 17, 19. Между застройкой улиц Привокзальная и Жабинского расположен Железнодорожный парк.
Учреждения:
1. дом № 30 — «Черниговское моторвагонное депо»